# 635 Batalion Wschodni
635 Batalion Wschodni (niem. Ost-Bataillon 635) – oddział wojskowy Wehrmachtu złożony z Rosjan podczas II wojny światowej.

## Historia
Batalion został sformowany w sierpniu 1943 r. na Białorusi na bazie III batalionu rozwiązanej Rosyjskiej Narodowej Armii Ludowej (RNNA). Miał cztery kompanie. Podlegał Grupie Armii "Środek". Na jego czele stanął mjr Nikołaj P. Nikołajew. Zwalczał partyzantkę w rejonie Mohylewa. W listopadzie tego roku batalion przeniesiono do okupowanej północnej Francji. Wszedł w skład 752 Pułku Grenadierów do Zadań Specjalnych 709 Dywizji Piechoty gen. Karla-Wilhelma von Schliebena, stacjonującej w Normandii. Batalion obsadził miasteczko Donville-les-Bains. Po inwazji wojsk alianckich 6 czerwca 1944 r., toczył ciężkie walki z Amerykanami na Półwyspie Cotentin, podczas których został zniszczony.